# Kardeşköy, Efeler
Kardeşköy là một xã thuộc huyện Efeler, tỉnh Aydın, Thổ Nhĩ Kỳ. Dân số thời điểm năm 2010 là 2.309 người.